# Isabelle Brossard
Pour les articles homonymes, voir Brossard.
Isabelle Brossard (Montréal, 23 août 1969 - ) est une actrice québécoise.

## Biographie
Isabelle Brossard est diplômée du Conservatoire d'art dramatique de Montréal, promotion 1991.
Principalement connue pour sa carrière d'actrice dans plusieurs séries télévisées, elle enregistre en octobre 2010 un disque intitulé Reste encore, réalisé par Serge Laporte et produit par son gérant à ce moment, Louis-Marie Mathieu. Le disque contient des chansons de Daniel Lavoie et Danny Boudreau dont la majorité des textes sont écrits par Louis-Marie Mathieu.

## Télévision
- 1993 : Watatatow : Sarah (Saison 3)
- 1993 : Au nom du père et du fils : Éloïse Gadouas)
- 1993 : Embrasse-moi, c'est pour la vie (téléfilm) : Marie-Céline
- 1994-2001 : 4 et demi… : Isabelle Dupré
- 1999 : Dans une galaxie près de chez vous : Valence Leclerc (Saison 1)
- 2002 : Bunker, le cirque : Johanne Ladouceur
- 2002-2005 : Virginie : Maude Desnoyers
- 2008 : Une grenade avec ça? : Johanne Lavoie (1 épisode)
- 2017 : L'Auberge du chien noir : Isabelle Dupré (épisode crossover)
- 2019 : District 31 : Suzie Lemire
- 2021 : Les Honorables : Juge Eliane Biron
- 2024 : Indéfendable

## Distinctions
- 2001 : Prix MetroStar - rôle féminin téléroman : 4 et demi…

## Discographie
- 2010 : Reste encore[1]